# Sjusjøen Skisenter
Koordinaten: 61° 6′ 52,1″ N, 10° 44′ 38″ O
Das Sjusjøen Skisenter Natrudstilen (deutsch: Skizentrum Sjusjøen) ist ein Skisportzentrum mit einer Trainings- und Wettkampfstätte für Biathlon und Langlauf in Norwegen.

## Daten

### Lage
Das Wintersportzentrum Sjusjøen gehört zur Kommune Ringsaker. Es liegt am gleichnamigen See, etwa 20 km östlich von Lillehammer. Das Biathlon- und Langlaufstadion selbst liegt am Eftastjernet-See auf einer Höhe von 720 m, der tiefste Punkt der Loipen liegt auf 709 m und der höchste Punkt auf 737 m.

### Ausstattung
Langlaufstadion und Schießstand entsprechen den Standards, den die IBU für die Durchführung von Rennen im Rahmen des IBU-Cups fordert. Der Schießstand verfügt über 30 Schießbahnen, Teile der Loipen sind asphaltiert und damit auch im Sommer für das Training mit Rollski nutzbar. Eine Langlaufloipe führt aus dem Stadion hinaus, um die alpinen Skipisten herum, bis zum Sjusjøen-See und wieder zurück zum Stadion. Insgesamt sind die Loipen 350 km lang und mit Lillehammer sowie den Loipen im Olympiastadion Birkebeineren skistadion verbunden.
Für Ski Alpin stehen acht Abfahrten zur Verfügung, von denen eine als schwer, zwei als mittelschwer, vier als leicht und eine als Anfängerpiste ausgewiesen sind. Zum Skigebiet gehören ein Sessellift und drei Schlepplifte. Der Kinderbereich umfasst ein Förderband, einen Schlepplift und eine etwa 300 m lange Abfahrt mit verschiedenen Hindernissen. Die Lifte und Anlagen im Kinderbereich können – auch von Erwachsenen – kostenlos benutzt werden.

## Veranstaltungen

### Biathlon
In der Regel werden in Sjusjøen jährlich die Saisoneröffnungsrennen des norwegischen Biathlonverbandes durchgeführt. Diese finden im November kurz vor dem Start des Biathlon-Weltcups start. Neben den Weltcupathleten sind auch die norwegischen Teilnehmer des IBU-Cups, des norwegischen Biathloncups sowie Nachwuchsathleten am Start. Zudem nutzen viele ausländische Nationen, die in Sjusjøen ein letztes Trainingslager vor dem Weltcup abhalten, diese Wettkämpfe als Vorbereitung auf den Weltcup und als interne Ausscheidungsrennen. Durch die hohe Zahl an Weltcupstartern sind die Saisoneröffnungsrennen auch eine erste Standortbestimmung für die Athleten und Nationen. 
In Sjusjøen werden seit November 2017 zudem in der Regel jährlich zu Saisonbeginn Wettkämpfe im Rahmen des IBU-Cups veranstaltet. Sjusjøen löste innerhalb Norwegens Beitostølen als IBU-Cup-Austragungsort ab.